# Hanns Hatt

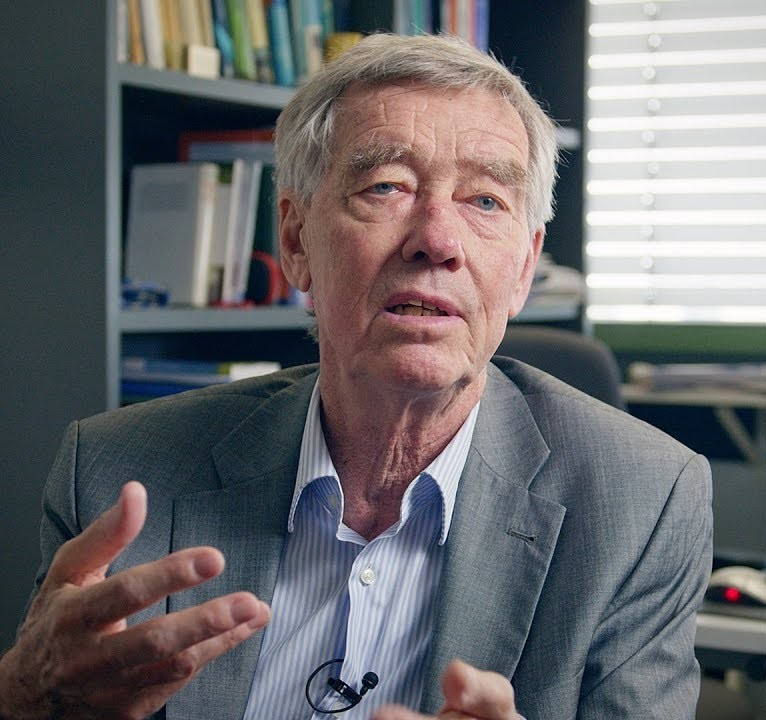
Hanns Hatt (2018)

Hanns Hatt (* 8. Juli 1947 in Illertissen) ist ein deutscher Biologe und Mediziner. Er ist Physiologe, der auf dem Gebiet der Elektrophysiologie und Geruchsforschung arbeitet.

## Leben
Hanns Hatt studierte Biologie, Chemie und Humanmedizin an der LMU München und promovierte dort 1976 in Zoologie. 1981 erhielt Hatt die Approbation als Arzt, wurde 1983 zum Dr. med. promoviert und habilitierte sich 1984 in Physiologie an der Medizinischen Fakultät (Klinikum rechts der Isar) der TU München, wo er 1991 zum Ordinarius für Physiologie der Medizinischen Fakultät berufen wurde.
Hanns Hatt ist seit 1992 Professor an der Fakultät für Biologie und Inhaber des Lehrstuhls für Zellphysiologie der Ruhr-Universität Bochum.
2009 wurde Hatt als Nachfolger von Manfred J. M. Neumann vom Institut für Internationale Wirtschaftspolitik der Universität Bonn zum Präsidenten der Nordrhein-Westfälischen Akademie der Wissenschaften und der Künste für die Amtsperiode 2010 bis 2012 gewählt. 2012 folgte seine erneute Wahl bis 2016. Seine Nachfolge übernahm Wolfgang Löwer. Im Jahr 2012 wurde er zum Mitglied (Matrikel-Nr. 7486) der Leopoldina gewählt. Ab 2013 war er Vizepräsident, von 2015 bis 2021 war er Präsident der Union der deutschen Akademien der Wissenschaften.
Im Sommersemester 2019 besetzt er die Stiftungsprofessur der Johannes-Gutenberg-Universität Mainz zum Thema „Die Macht der Düfte“.

## Wirken
Die Forschungsschwerpunkte von Hanns Hatt liegen auf dem Gebiet der Neuro- und Sinnesphysiologie, in denen er Beiträge geleistet hat, die in über 200 originalen Publikationen in Fachjournalen dokumentiert sind. So gelang es ihm zusammen mit Kollegen im Labor von Josef Dudel (TU München) durch eine neu entwickelte ultraschnelle Applikationstechnik von chemischen Substanzen auf lebende Zellen erstmals den Strom durch Ionenkanäle zu messen, die im Millisekundenbereich Bereich öffnen und wieder schließen (Acetylcholin, Glutamat, ATP). Weitere Beiträge lieferte er zur Duftwahrnehmung vom Menschen bis zur Fliege. So konnte er den ersten menschlichen Riechrezeptor entschlüsseln und auch erstmals den cAMP-Kanal (Cyclisches Adenosinmonophosphat), verantwortlich für die elektrische Zellerregung, in humanen Riechzellen messen. Ebenso wurde in seinem Labor auch die Funktion des ersten Riechrezeptors von Wirbellosen (Fruchtfliege) beschrieben. Ferner entdeckte Hatt als erster, dass Riechrezeptoren auch in Zellen außerhalb der Nase eine wichtige Funktion haben. In menschlichen Spermien wurde der Rezeptor für synthetischen Maiglöckchenduft (Bourgeonal, OR17-4) nachgewiesen und gezeigt, dass seine Aktivierung zu einer positiv chemotaktischen Reaktion der humanen Spermien führt und ihre Geschwindigkeit beschleunigt. Inzwischen wurden in seinem Labor wichtige Funktionen von weiteren Riechrezeptoren in Spermien des Menschen gezeigt und auch über 20 Duftstoffe im Vaginalsekret von Frauen beschrieben. Vor kurzem gelang es, in nahezu allen menschlichen Geweben einige der Riechrezeptoren zum Teil in großer Menge zu finden. So zum Beispiel in der Prostata (-Krebszelle) oder in Hautzellen und damit ein neues Target mit hohem Potential für Diagnose und Therapie in der klinischen Anwendung zu entdecken. Das Labor von Hanns Hatt erforscht auch intensiv die Wirkung von ätherischen Ölen und Gewürzstoffen auf den Nervus trigeminus (TRP-, KCNK-Kanäle). In seinem Labor wurde vor kurzem auch gezeigt, dass Aromatherapie und ihre molekularen Wirkmechanismen über die Modulation von Gehirnrezeptoren (GABAA) durch Duftstoffe (Vertacetal) erklärt werden kann.

## Auszeichnungen
- 2003, 2005 und 2007 Lecturer Award (International Graduate School Neuroscience, Ruhr-Universität Bochum)
- 2005: Philip Morris Forschungspreis
- 2006: Erfinderpreis der Ruhr-Universität Bochum
- 2007: Transferpreis NRW
- 2010: Communicator-Preis für die herausragende Vermittlung seiner Forschungsarbeiten zum Geruchssinn bei Mensch und Tier[20]
- 2010: Robert Pfleger-Forschungspreis „für seine hervorragenden Beiträge auf dem Gebiet der Physiologie des Riechens und des Geruchssinns sowie der Erforschung der biologischen Bedeutung von Riechrezeptoren in menschlichen Organen“
- 2015: Bierkutschermütze der Privatbrauerei Moritz Fiege
- 2018: Inhaber der Johannes Gutenberg-Stiftungsprofessur 2019

## Werke
- Dem Rätsel des Riechens auf der Spur. Hanns Hatt erzählt Grundlagen der Duftwahrnehmung. Hörbuch. Konzeption/Regie: Klaus Sander. supposé, Köln 2006, ISBN 978-3-932513-70-1.
- mit Regine Dee: Das Maiglöckchen-Phänomen. Alles über das Riechen und wie es unser Leben bestimmt. Piper, München u. a. 2008, ISBN 978-3-492-05224-5.
- Niemand riecht so gut wie du. 3. Auflage. Piper Taschenbuch, 2009, ISBN 978-3-492-25747-3.
- Das kleine Buch vom Riechen und Schmecken. Albrecht Knaus Verlag, München 2012, ISBN 978-3-8135-0444-6.
- mit Reginde Dee: Die Lust am Duft. Wie Gerüche uns verführen und heilen. Springer, Berlin 2023, ISBN 978-3-662-66185-7.